# Guardian angel
Guardian angel is een van de drie ep’s die het Britse Galahad in 2014 uitbracht. Het betekende een nieuwe samenwerking met muziekproducent Karl Groom en zijn Thin Ice geluidsstudio. De stijl was neoprog. Het originele nummer staat op Galahads album getiteld Beyond the realms of euphoria.

## Musici
- Stu Nicholson - zang
- Roy Keyworth – gitaren, zang
- Neil Pepper – basgitaar, zang
- Dean Baker – toetsinstrumenten, zang
- Spencer Luckman – slagwerk, zang

Met
- Karl Groom – gitaar

## Muziek
| Nr. | Titel                                      | Duur  |
| --- | ------------------------------------------ | ----- |
| 1.  | Guardian angel (piano version)             | 3:54  |
| 2.  | Guardian angel (hybrid)                    | 4:44  |
| 3.  | Guardian angel (Euphoria version)          | 10:31 |
| 4.  | Guardian angel (reprise, Euphoria version) | 6:08  |
| 5.  | Beyond the barbed wire                     | 4:29  |